# Fra Alberigo
Alberigo Manfredi, conegut com a Fra Alberigo (mort vers 1307) fou un noble i frare italià de Faenza del segle xiii. La seva família, de la facció dels güelfs, fou exiliada de Faenza el 1274 per la seva família rival: els Accarisi. Els Manfredi van tornar el 1280, amb l'ajuda del traïdor Tabaldello del Zambrasi. Va unir-se a l'orde monàstic dominicà dels Cavallers de Santa Maria (Frati Gaudenti).
Fra Alberigo apareix a la Divina Comèdia de Dante Alighieri. El poeta el troba condemnat al tercer anell del novè cercle de l'Infern, on es castiguen els traïdors als hostes. Aquesta situació és deguda al fet que l'any 1285 Alberigo va fer matar el seu cosí i el seu fill durant un banquet a casa seva on els havia convidat. L'ordre d'Alberigo de fer portar la fruita era el senyal per tirar endavant l'assassinat, i per això a la Comèdia dantesca Fra Alberigo explica que està pagant a l'Infern unes figues que demanà durant un banquet.